# Rezan Corlu
Rezan Corlu (født 7. august 1997) er en professionel dansk fodboldspiller, der spiller for den norske klub Kristiansund BK.
Han har tidligere spillet for italienske AS Roma, Brøndby IF og repræsenteret flere danske ungdomslandshold. Som 17-årig fik Corlu officiel debut for Brøndbys førstehold, hvor han også scorede, da Brøndby IF slog AC Juvenes 9-0 på hjemmebane.

## Klubkarriere

### Brøndby IF
Han blev i sommeren 2015 indlemmet i Brøndby IF's førsteholdstrup. Han fik sin debut for Brøndby IF den 2. jui 2015, da han startede på bænken, men blev skiftet ind i stedet for Lebogang Phiri i det 63. minut i en 9-0-sejr AC Juvenes/Dogana fra San Marino i UEFA Europa League-kvalifikationen. Han scorede kampens 8. mål i det 66. minut. Debuten i Superligaen kom den 26. juli, da han blev skiftet ind i det 67. minut i stedet for Andrew Hjulsager i et 1-2-nederlag hjemme til OB.
Han rev i august 2015 det ene korsbånd i knæet helt over i en reserveholdskamp mod FC København, som Brøndby IF vandt 2-0. Det holdt ham ude resten af sæsonen. Han spillede først sin næste kamp i Superligaen den 20. november 2016.

### A.S. Roma
Den 1. august 2017 skrev Corlu under med den italienske klub A.S. Roma.

### Lyngby Boldklub
Den 5. juli 2018 blev det offentliggjort, at Corlu blev udlejet til den danske 1. divisionsklub Lyngby Boldklub, som i den forgangende sæson var rykket ned fra Superligaen. Lejeaftalen havde en varighed af et år.
I sommeren 2019 købte Brøndby IF Corlu og lejede ham ud igen til Lyngby Boldklub som i mellemtiden var rykket op i Superligaen.
I sommeren 2021 solgte Brøndby IF Corlu til Lyngby Boldklub, hvor han skrev under på en 3-årig kontrakt.

## Titler
Superligaen 2020-21 med Brøndby IF.

## Personlige forhold
Corlu er født i Danmark af Tyrkisk/kurdisk oprindelse. Han er lillebror til den tidligere fodboldspiller Azad Corlu.